# Llista de chasmata d'Ariel
En aquest article només es mostra els noms oficials aprovats per la Unió Astronòmica Internacional (UAI).
Aquesta és una llista de chasmata amb nom d'Ariel. Les chasmata d'Ariel porten els noms d'esperits lleugers (individuals i de classe).
La latitud i la longitud es donen com a coordenades planetocèntriques amb longitud est (+ Est; 0-360).
| Chasma           | Coordenades                            | Diàmetre (km) | Epònim                                                                                   | Ref.  |
| ---------------- | -------------------------------------- | ------------- | ---------------------------------------------------------------------------------------- | ----- |
| Brownie Chasma   | 16° 00′ S, 337° 36′ E / 16°S,337.6°E   | 343           | Esperits bons alemanys que viuen al bosc.                                                | WGPSN |
| Kachina Chasmata | 33° 42′ S, 246° 00′ E / 33.7°S,246°E   | 622           | Esperits bons de Pueblo (Estats Units d'Amèrica) que porten pluja o altres benediccions. | WGPSN |
| Kewpie Chasma    | 28° 18′ S, 326° 54′ E / 28.3°S,326.9°E | 467           | Esperits pintorescs de nadons britànics.                                                 | WGPSN |
| Korrigan Chasma  | 27° 36′ S, 347° 30′ E / 27.6°S,347.5°E | 365           | Esperits de vent francesos que curen malalties.                                          | WGPSN |
| Kra Chasma       | 32° 06′ S, 354° 12′ E / 32.1°S,354.2°E | 142           | Esperits vitals (Costa d'Or).                                                            | WGPSN |
| Pixie Chasma     | 20° 24′ S, 5° 06′ E / 20.4°S,5.1°E     | 278           | Esperits britànics que viuen a les roques.                                               | WGPSN |
| Sylph Chasma     | 48° 36′ S, 353° 00′ E / 48.6°S,353°E   | 349           | Esperits de l'aire britànics que influeixen en el temperament dels homes.                | WGPSN |